# Juan Beltrán Guevara y Figueroa
Juan Beltrán Guevara y Figueroa (1540 – 22 de maio de 1622) foi um prelado católico romano que serviu como arcebispo de Santiago de Compostela (1603–1614), arcebispo (título pessoal) de Badajoz (1611–1615) e arcebispo de Salerno (1606 –1611).

## Biografia
Juan Beltrán Guevara y Figueroa nasceu em Valencia del Ventoso, em Espanha. No dia 4 de dezembro de 1606, foi nomeado durante o papado de Paulo V como Arcebispo de Salerno. A 8 de dezembro de 1606, foi consagrado bispo por Ottaviano Paravicini, Cardeal-Sacerdote de Sant'Alessio. No dia 28 de novembro de 1611, foi nomeado durante o papado de Paulo V como Arcebispo (título pessoal) de Badajoz. No dia 12 de janeiro de 1615, foi nomeado por Paulo V como Arcebispo de Santiago de Compostela, onde serviu como bispo até à sua morte a 22 de maio de 1622.
Enquanto bispo, foi o principal consagrador de Jerónimo Ruiz Camargo, bispo de Ciudad Rodrigo (1614), e Francisco González Zárate (de Gamarra), bispo de Cartagena (1616).